# UTC+3:30
UTC+3:30 е часово отместване използвано:

## Като стандартно време през цялата година
- Иран